# Benuza
Benuza est une commune d'Espagne dans la province de León, communauté autonome de Castille-et-León. Elle s'étend sur 172,9 km2 et comptait environ 515 habitants en 2014.